# Leptozancla talaroscia
Leptozancla talaroscia är en fjärilsart som beskrevs av Edward Meyrick 1920. Leptozancla talaroscia ingår i släktet Leptozancla och familjen äkta malar.
Artens utbredningsområde är Kenya. Inga underarter finns listade i Catalogue of Life.